# Almen studentereksamen
Almen studentereksamen eller stx er den ældste og mest almindelige af de fire gymnasiale uddannelser i Danmark.
Den varer tre år og indeholder en bred vifte af samfundsvidenskabelige, naturvidenskabelige og humanistiske fag. Ved uddannelsens afslutning kan eleverne tage studentereksamen og derigennem få adgang til korte, mellemlange og lange videregående uddannelser.
Uddannelsen er vokset ud af latinskolerne, som blev oprettet efter Reformationen i Danmark. Fra 1903 har der eksisteret treårige gymnasier, selvom uddannelsen siden er blevet reformeret adskillige gange og er vokset til at omfatte langt større dele af en årgang. Senere er også andre gymnasiale uddannelser som hf, hhx og htx kommet til. Stx er dog stadig den største gymnasiale uddannelse. I 2024 var ca. 78.000 elever indskrevet på den treårige stx, hvilket var lidt over halvdelen af samtlige elever på gymnasiale uddannelser.
Adgangskravet til det almene gymnasium har siden 2019 som udgangspunkt været et karaktergennemsnit på 5 fra grundskolen. Dog er der forskellige alternative adgangsmuligheder for unge, der ikke opfylder dette krav. Fra 2030 er det besluttet, at adgangskravet skal stige til et karaktergennemsnit på 6.

## Opbygning
Undervisningen er først og fremmest klasseundervisning iblandet gruppe- og projektarbejde. I løbet af den treårige uddannelse skriver eleverne flere større skriftlige opgaver. Uddannelsen starter med et grundforløb på tre måneder, inden eleverne vælger sig ind på en studieretning. Der findes i alt 18 forskellige studieretninger, men ikke alle udbydes på ethvert gymnasium. Hver studieretning består af obligatoriske fag, studieretningsfag og valgfag. Uddannelsen afsluttes med en række eksaminer i de forskellige fag, der tilsammen udgør en studentereksamen. I alt skal eleverne op til mindst 10 eksaminer i løbet af uddannelsen, de fleste ved afslutningen af 3.g.

## Historie

### Latinskoler og lærde skoler
I Danmark oprettedes der latinskoler efter reformationen i de fleste købstæder. I 1737 blev antallet af skoler dog reduceret til ca. en tredjedel. De første skoler ved navn gymnasium grundlagdes i 1529 i Malmø (nedlagt 1537) og i Lund 1620 (nedlagt 1668). I Odense blev der oprettet et gymnasium i 1621, som blev lagt sammen med Odense Katedralskole i 1802.
Latinskolerne, der fra starten af 1800-tallet blev kaldt lærde skoler, var en seksårig skole.
Studentereksamenen var i mange år en optagelsesprøve ved universitetet, Examen artium (også kaldet Første Eksamen) indtil 1850, hvor afgangseksamen fra de enkelte skoler blev indført.

### 1871-reformen
I 1871 gennemførte kultusminister C.C. Hall en reform, hvorefter skolerne fik en ny matematisk-naturvidenskabelig linje, mens den hidtidige studentereksamen fortsatte som sproglig-historisk linje, dog fra nu af uden hebræisk, hvormed de forskellige typer studentereksamen blev en realitet. Ved samme lejlighed afskaffede man muligheden for at tage examen artium ved universitetet, som privatister indtil da stadig havde haft. Fra 1875 havde også kvinder adgang til at tage studentereksamen, dog kun som privatister. Adgang til gymnasiet fik de først i 1903.
Reformen i 1871 var en følge af, at industrialiseringen i Danmark stillede krav om nye uddannelser inden for de tekniske fag. Polyteknisk Læreanstalt var blevet oprettet i 1829, men den lærde skole forberedte ikke til denne fortsættelse, men skulle først og fremmest uddanne præster med de to sprog, hebræisk og oldgræsk, som Biblen er skrevet på, samt latin, som gennem århundreder havde været videnskabens sprog. Eleverne på den nye matematisk-naturvidenskabelige linje skulle fortsat lære latin frem til den næste reform i 1903.
I 1871 indførtes det nye fag oldtidskundskab for »matematikerne« og fra 1903 også for de nysproglige, og det findes stadig i gymnasiet for alle andre end de klassisksproglige, som får den samme viden gennem faget oldgræsk.

### 1903-reformen
I Danmark blev de syvårige latinskoler (også kaldt: lærde skoler) i 1903 til et treårigt gymnasium. Samtidig blev der oprettet en mellemskole, der skulle skabe sammenhæng mellem folkeskolen og gymnasiet.
Med Loven om højere Almenskoler fra april 1903 blev der tale om tre ligeberettigede linjer i gymnasiet: matematisk-naturvidenskabelig, nysproglig og klassisksproglig (den sidste også kaldt gammelsproglig; den var en videreførelse af den hidtidige sproglig-historiske linje). Forud for oprettelsen af en nysproglig linje havde der været undervisning i tysk og fransk; men kun i ringe grad i engelsk, og undervisningen i moderne sprog havde været drevet over samme læst som de uddøde sprog, så eleverne ikke i særlig grad lærte at tale sprogene. En stor reformator på dette område var Otto Jespersen, som var professor i engelsk på Københavns Universitet. Det var også i 1903, at skolernes navn skiftede til gymnasium fra den hidtidige betegnelse den lærde skole, latinskolen; men for statsejede gymnasier anvendtes almindeligvis betegnelsen statsskole.
Det var også i 1903, at piger fik adgang til gymnasiet, og studenterkurserne blev oprettet.
1903-reformen lagde stor vægt på pædagogikken i undervisningen. Ordningen med pædagogikum blev således indført ved denne lejlighed.
De nye linjer blev hurtigt populære. I 1916 var ca. 40 pct. af gymnasieeleverne matematikere og ca. 53 pct. nysproglige.

### 1958-reformen
Loven om Gymnasieskoler fra 1958 indførte, at der skulle være to linjer, og at der efter det første studieår skulle vælges mellem forskellige grene. For de sproglige studenter var der tale om en nysproglig, en samfundsfaglig og en klassisk-sproglig gren, mens det for de matematiske drejede sig om en matematisk-fysisk, en samfundsfaglig og en naturfaglig gren. Senere blev der mulighed for en musisk gren. Dermed blev det grendelte gymnasium indført.

### 1988-reformen
Ved gymnasiereformen 1988 blev grensystemet afskaffet og erstattet af muligheden for en række valgfag, men systemet med en matematisk og en sproglig linje blev bevaret indtil 2004, hvor den nye gymnasiereform blev implementeret. 1988-reformen indførte altså valgfagsgymnasiet, hvor eleverne kunne vælge fag mere frit end tidligere. Samtidig blev der indført en niveauopdeling i en række fag på henholdsvis mellemniveau og højt niveau.

### 2004-reformen
2004-reformen (implementeret fra 2005 og derfor også omtalt som 2005-reformen) indførte studieretningsgymnasiet, hvor opdelingen i matematisk og sproglig linje blev afskaffet. I stedet startede eleverne med et ½-årigt grundforløb og valgte sig derefter ind på et 2½-årigt studieretningsforløb med to-tre studieretningsfag samt en række obligatoriske fag og enkelte valgfag. Nu blev alle fag inddelt i niveauer (enten A, B eller C). Nogle fag fandtes kun på et niveau, mens andre havde to eller tre forskellige niveauer. En almen studentereksamen skulle samlet set omfatte mindst 4 fag på A-niveau, hvoraf de to var fælles for alle studerende - dansk og historie.
Da amterne blev nedlagt i 2007, overgik de amtsejede gymnasier til at være selvejende institutioner.

### 2017-reformen
2017-reformen (vedtaget i 2016) ændrede ikke den overordnede struktur i det almene gymnasium, men antallet af mulige studieretninger blev reduceret kraftigt fra omkring 200 til 18. Samtidig blev faget almen studieforberedelse afskaffet og erstattet af forskellige tværfaglige forløb, som i højere grad blev tilrettelagt lokalt. Adgangskravene til stx (og sideløbende htx og hhx) blev også skærpet, grundforløbet blev forkortet fra et halvt år til tre måneder, og forløbet Naturvidenskabeligt grundforløb blev indført.

## Særlige almene gymnasiale forløb

### Toårigt forløb
Den almene studentereksamen stx udbydes også som et toårigt forløb (tidligere kaldt studenterkursus), som er et kortere og mere målrettet forløb, som fører op til den samme eksamen som den treårige stx. Adgang hertil kræver, at man har færdiggjort 9.klasse i grundskolen for mindst et år siden.

### Fireårige forløb
Nogle skoler tilbyder et særligt fireårigt forløb, hvor eleverne får en almindelig stx, men samtidig kan dygtiggøre sig indenfor et særligt område, f.eks. idræt. Disse forløb inkluderer et Team Danmark-forløb for unge eliteidrætsudøvere, deltagelse i et samtidigt Musikalsk Grundkursus og - på Frederikshavn Gymnasium - en særlig fireårig maritim stx, hvor eleverne undervejs kommer ud at sejle med Skoleskibet Danmark og får kvalifikationsbevis som ubefaren skibsassistent.

### Andre særlige forløb
På nogle gymnasier findes særlige stx-tilbud for unge med autisme eller Aspergers syndrom, hvor undervisningen er indrettet efter disse særlige behov.
På Gribskov Gymnasium tilbydes som en forsøgsordning siden 2019 en "Nordatlantisk Gymnasieklasse", hvor de unge tager en treårig stx med studieophold i hele Nordatlanten. De går i 1.g i Danmark, i 2.g på Færøerne og i Island, og i 3.g i Grønland. Denne uddannelse indebærer en økonomisk egenbetaling til rejser og leveomkostninger.

## Antal elever og skoler
Pr. 1. oktober 2023 var ca. 78.000 elever indskrevet på en almen treårig stx-uddannelse, mens yderligere 800 på en to-årig stx (det tidligere studenterkursus). Uddannelsen var dermed den største danske gymnasiale uddannelse, idet eleverne på den treårige stx udgjorde 55 % af de i alt 141.000 elever på alle de gymnasiale uddannelser tilsammen. 62 % af eleverne på den treårige stx var kvindelige og 38 % mandlige.
Der var i 2024 148 institutioner, der udbød stx.